# André Martin (photographe)
Pour les articles homonymes, voir André Martin.
André Martin est un photographe et ethnographe français né le 18 juin 1928 à Saint-Laurent-en-Caux et mort le 15 janvier 1999 à Douentza au Mali.
Auteur d’une centaine d’ouvrages, il est lauréat du prix Nadar Gens d'images en 1977.

## Biographie
André Martin meurt le 15 janvier 1999, à Douentza au Mali dans un accident de la route.
Son livre Les noires vallées du repentir a été réédité en l’an 2000 dans la collection Photo Poche par éditions Actes Sud et le Centre national de la photographie.

## Publications
Liste non exhaustive
- Chez les coupeurs de tête de Bornéo, texte de Pierre lvanoff, Paris, Éditions Arthaud, 1955, 112 p.
- Parures africaines, textes de Denise Paulme et Jacques Brosse, photographies noir et blanc d'André Martin, de Huet, Verger, Grandin, Borel, Matter, Darbois et Brandt, Paris, Éditions Hachette, 1956, 95 p.
- Cante hondo, texte de José Bergamin, Paris, Éditions du Seuil, « Petite planète », album no 2, 1957, 141 p.
- Voulez-vous voyager avec moi ?, texte de Jean Fougère, Henri Cartier-Bresson, Roger Doloy, Georges Viollon, Ernst Haas et Robert Doisneau, Paris, Éditions Arthaud, 1957, 244 p.
- Paris, texte d'André Maurois, Londres, Éditions Spring Books, « Famous cities of the world », 1960, 160 p.
- Tunisie, textes de Paul Sebag et Claude Roy, photographies d'Inge Morath, André Martin et Marc Riboud, Paris, éditions Delpire, collection « Neuf », 1961, 161 p.
- Le château de Chambord, texte de Pierre Gascar, notices techniques et historiques de Paul-Robert Houdin, Paris, Éditions Delpire, collection « Le génie du lieu », 1962, 117 p. ; réédition Le Nouvel Observateur / Delpire, 1976, 115 p.
- La grande mosquée de Kairouan, texte de Paul Sebag, Paris, Éditions Delpire, collection « Le génie du lieu », 1963, 125 p. ; réédition Le Nouvel Observateur / Delpire, 1977, 123 p.
- La basilique Saint-Marc, texte de Pierre Gascar, Paris, Éditions Delpire, collection « Le génie du lieu », 1964, 167 p.
- La Tour Eiffel, texte de Roland Barthes, Paris, Éditions Delpire, collection « Le génie du lieu », 1964, 119 p.,  (ISBN 2-86754-055-0)[3].
- Tout Paris, texte de Claude Roy, Paris, Éditions Delpire, collection « Terre ouverte », 1964, 212 p.
- Les temples de Khajurâho, texte de Marcel Flory, préface de Raja Rao, Paris, Éditions Delpire, collection « Le génie du lieu », 1965, 162 p.
- Toute la Normandie, texte de Jean Roman, Paris, Éditions Delpire, collection « Terre ouverte », 1965, 185 p.
- La main, texte de Jean Brun, nombreuses photographies d'André Martin, Paris, Éditions Delpire, collection « L'encyclopédie essentielle », no 22, série « Sciences », 1968, 109 p.
- L'or, texte de Pierre Gascar, nombreuses photographies d'André Martin, Paris, Éditions Delpire, collection « L'encyclopédie essentielle », no 23, série « Histoire », 1968, 105 p.
- L'insecte, texte de Jacques Brosse, nombreuses photographies d'André Martin, Paris, Éditions Delpire, collection « L'encyclopédie essentielle », no 24, série « Sciences », 1968, 117 p.
- Toute la Tunisie, texte de Paul Sebag, conception Robert Delpire, Tunis, Éditions Cérès Productions, 1968, 111 p.
- Images d'une France, texte de Pierre Gascar, Paris, Éditions Delpire pour le compte du Service des Relations Publiques de Kodak Pathé, 1972, 59 p.
- Paris, architectures sites & jardins, texte de Bernard Champigneulle, 20 photographies d'André Martin, Paris, Éditions du Seuil, 1973, 640 p.
- Les noires vallées du repentir, “Contributions à l'étude de la mentalité magico-religieuse en Italie méridionale”, introductions de Danilo Dolci et François Laplantine, textes de Michelle et André Martin, photographies d'André Martin, Paris, Éditions Entente, collection « Impacts », 1975, 129 p., Prix Nadar 1977,  (ISBN 2-7266-0013-1).
- Mosaïques de Tunisie, texte de Georges Fradier, Tunis, Éditions Cérès Productions, 1976, 203 p.
- De tout cœur, Texte de Claude Roy, Paris, Le Nouvel Observateur / Delpire, collection « Le détail des choses », no 2, 1977, 77 p.
- Images d'une France, préface de Pierre Gascar, Paris, Éditions Le Nouvel Observateur / Delpire, 1977, [2e édition 1980], 89 p.
- Quatre saisons, préface de Jacques Wolgensinger, Paris, Éditions Delpire, 1979, 70 p.
- Mosaïques romaines de Tunisie, texte de Georges Fradier, photographies d'André Martin, Tunis, Éditions Cérès Productions, 1982, [2e édition 1986], 198 p.
- La cuisine de la Villa Lorraine et de l'Ecailler du Palais-Royal, texte de Marcel Kreusch avec le concours de Huguette Van Dyck, collaboration de Jacqueline Saulnier, Paris, Éditions Flammarion, 1984, 307 p.,  (ISBN 2-08-200055-9).
- L'Opéra de Paris, introduction de Bruno Foucart, notices de Martine Kahane, photographies anciennes de Hyacinthe César Delmaet, Louis Emile Durandelle, Charles Marville, Le Deley, Solignac et Chevojon, photographies contemporaines d'André Martin, Paris, Centre National de la Photographie (CNP), coll. « Photo Poche », no 18, 1985, 139 p.,  (ISBN 2-86754-021-6).
- La passion du chocolat, textes de Maurice et Jean-Jacques Bernachon, préface de Jean-Paul Aron, collaboration de Jacqueline Saulnier, Paris, Éditions Flammarion, 1985, 117 p.,  (ISBN 2-08-200063-X).
- Le Duc, toute la cuisine de la mer, textes de Paul et Jean Minchelli, collaboration de Jacqueline Saulnier, Paris, Éditions Olivier Orban, 1986, 485 p.,  (ISBN 2-85565-295-2).
- Mes recettes du terroir, cuisinier à Brive-la-Gaillarde, texte de Charlou Reynal, préface d'Yves Courrière, collaboration de Jacqueline Saulnier, Paris, Éditions Olivier Orban, 1986, 446 p.,  (ISBN 2-85565-330-4).
- Botanica, photographies de végétaux aux XIXe et XXe siècles, préface de Pierre Gascar, nombreux photographes dont William Henry Fox Talbot, Karl Blossfeldt, Harry Callahan, Adolphe Braun, André Martin (p. 58-63), Eugène Atget, Albert Renger-Patzsch, George Shaw, Richard Misrach, Charles Aubry et Imogen Cunningham, Paris, Centre National de la Photographie (CNP), collection « Photo Copies », no 10, 1987, 127 p.,  (ISBN 2-86754-042-9).
- A la table de George Sand, texte de Christiane Sand, collaboration Esther Henwood, Paris, Éditions Flammarion, 1987, [2e édition 2002], 240 p.,  (ISBN 2-08-200512-7).
- Musées de France, un nouveau visage, texte de Hervé Oursel, Isabelle Monod-Fontaine, Fabienne Joubert, Albert Le Bonheur et al., photographies d'André Martin, Claude Caroly et al., Paris, Éditions Réunion des Musées Nationaux, 1988, 164 p.,  (ISBN 2-7118-2-186-2).
- La Tour Eiffel, texte de Roland Barthes, photographies d'André Martin, Paris, Éditions Centre National de la Photographie (CNP) / Seuil, collection « Photo Copies », no 13, 1989, 79 p.,  (ISBN 2-02-011428-3) ; et Éditions du Seuil, 2011, 95 p.,  (ISBN 978-2-02-104625-0)[3].
- Demeures secrètes de Venise, texte d'Élisabeth Vedrenne, Paris, Éditions Albin Michel, 1990, 239 p.,  (ISBN 2-226-04920-7).
- Colette gourmande, textes de Marie-Christine et Didier Clément, Paris, Éditions Albin Michel, 1990, 207 p.,  (ISBN 2-226-04898-7).
- 9 mois de cuisine, textes de Michèle Olivier, préface de Jean-Claude Sultana, collaboration Jacqueline Saulnier, Paris, Éditions du Centurion, 1991, 223 p.,  (ISBN 2-227-00427-4).
- Sologne gourmande, le cahier secret de Silvine, textes de Marie-Christine et Didier Clément, Paris, Éditions Albin Michel, 1992, 192 p.,  (ISBN 2-226-05907-5).
- Chronique d'une décennie culturelle, 1981-1991, introduction de Federico Fellini, textes de Pascal Ory, Pierre Gascar, Gilbert Lascault, Jean-Pierre Changeux, Robert Dulau, Patrice Bollon, Claude Samuel, Jean-Claude Carrière, Guy Mandery, Danièle Sallenave, Chantal Aubry, Gilles de Bure et Philippe Trétiack, 8 photographies d'André Martin, Paris, Éditions Centre national de la photographie (CNP), 1992, 391 p.,  (ISBN 2-86754-082-8).
- Peintures décoratives, art populaire du monde entier, texte de Tracy Marsh, traduction de Gisèle Pierson, Paris, Éditions du Chêne, collection « Art de vivre », 1993, [2e édition 1998], 176 p.,  (ISBN 2-85108-807-6) et  (ISBN 2-84277-104-4).
- Le goût du bonheur, la Provence gourmande de Jean Giono, texte de Sylvie Giono, Paris, Éditions Albin Michel, 1994, 189 p.,  (ISBN 2-226-07499-6).
- Le jardin secret de Marcel Proust, texte de Diane de Margerie, Paris, Éditions Albin Michel, 1994, 155 p.,  (ISBN 2-226-06722-1).
- Les délices des petites filles modèles, souvenirs et desserts de la comtesse de Ségur, textes de Marie-Christine et Didier Clément, Paris, Éditions Albin Michel, 1995, 142 p.,  (ISBN 2-226-07954-8).
- Le jardin romantique de George Sand, textes de Gilles Clément et Christiane Sand, Paris, Éditions Albin Michel, 1995, 183 p.,  (ISBN 2-226-06413-3).
- L'Alsace des saveurs retrouvées, textes d'Antoine Westermann et Jean-Luc Petitrenaud, Paris, Éditions Albin Michel, 1996, 167 p.,  (ISBN 2-226-08792-3).
- Carluccio's complete italian food, textes de Antonio et Priscilla Carluccio, Londres, Éditions Quadrille Publishing Limited, 1997, 320 p.,  (ISBN 1-899988-31-9) ; édition française : La bonne cuisine italienne des Carluccio, Paris, Éditions Hachette, 2002, 320 p.,  (ISBN 201236265-6).
- Les recettes du marché, texte de Sylvie Tardrew, Paris, Éditions du Chêne, 1998, [2e édition 2010], 191 p.,  (ISBN 2-84277-059-5) et  (ISBN 978-2-81230-187-2).
- La magie du chocolat, textes de Marie-Christine et Didier Clément, Paris, Éditions Albin Michel, 1998, 127 p.,  (ISBN 2-226-10037-7).
- Colette au jardin, texte de Marie-Christine Clément, Paris, Éditions Albin Michel, 1998, 191 p.,  (ISBN 2-226-10540-9).
- Fleurs étranges, dans la forêt, sous les feuilles, rêvent des fleurs étranges, texte de Marion Faver, Paris, Éditions du Chêne, collection « Idées pour la maison », 1998, 158 p.,  (ISBN 2-84277-172-9).
- Les noires vallées du repentir, introduction et commentaires de Michelle Caroly, texte de François Laplantine, Paris, Éditions Nathan, collection « Photo Poche Société », no 8, 2000, 140 p.,  (ISBN 209-754274-3).
- Cuisine des marchés, texte de Sylvie Tardrew, photographies d'André Martin, Paris, Éditions du Chêne, collection « Idées gourmandes », 2000, [2e édition 2003], 110 p.,  (ISBN 2-84277-2644).
- Le grand livre de la cuisine ELLE, collectif, France, Éditions Filipacchi, 2000, 550 p.,  (ISBN 2-85018-785-2).
- Recevoir aux beaux jours, textes de Jean-Pascal Billaud, Jacqueline Saulnier, Marion Bayle et Caroline Tiné, photographies d'André Martin, Noëlle Hoeppe, Marie-Pierre Morel, James Merrell, Alexandre Bailhache Bernard Grilly, Nicolas Tosi et Yukata Yamamoto, Paris, Éditions du Chêne, collection « Marie-Claire Maison », 2000, 143 p.,  (ISBN 2-84277-254-7).
- Antipasti, textes d'Antonio et Priscilla Carluccio, Paris, Éditions Hachette, collection « L'Italie gourmande des Carluccio », 2000, 64 p.,  (ISBN 978-2-01-236486-8).
- Légumes et salades, textes d'Antonio et Priscilla Carluccio, Paris, Éditions Hachette, collection « L'Italie gourmande des Carluccio », 2000, 64 p.,  (ISBN 978-2-01-236487-5).
- Pâtes, textes d'Antonio et Priscilla Carluccio, Paris, Éditions Hachette, collection « L'Italie gourmande des Carluccio », 2000, 64 p.,  (ISBN 978-2-01-236488-2).
- Poissons et fruits de mer, textes d'Antonio et Priscilla Carluccio, Paris, Éditions Hachette, collection « L'Italie gourmande des Carluccio », 2000, 64 p.,  (ISBN 978-2-01-236489-9).
- Variations sur un thème végétal dans les jardins du Centre, texte de Jean-Paul Pigeat, photographies de Nicolas Bruant, André Martin, Sarah Moon, Jean-Luc Olezak et Marc Riboud, Paris, Éditions Delpire, 2001, 93 p.,  (ISBN 2-85107-210-2).
- La photographie publicitaire en France de Man Ray à Jean-Paul Goude, textes de Françoise Denoyelle, Gabriel Bauret, Patrick Remy, Rémi Babinet, Pierre Léotard, Vincent Baby et Amélie Gastaut, André Martin, Paris, Éditions Les Arts décoratifs, 2006, 191 p.,  (ISBN 2-901422-88-8).
- Fragments d'une histoire naturelle, préface d'Erik Orsenna, Paris, Éditions Delpire, 2006, 130 p.,  (ISBN 2-85107-227-7).
- Sud e magia, texte de Ernesto De Martino, photographies d'André Martin, Franco Pinna et Ando Gilardi, Rome, Éditions Donzelli, 2015, 314 p.,  (ISBN 978-88-684-3351-2)
- C'est de voir qu'il s'agit, textes et propos réunis par Michel Christolhomme, Paris, Éditions Libella / Delpire, 2017, 239 p.,  (ISBN 979-10-95821-11-3)[4].
- Papa, maman, Citroën !, textes de Jacques Séguéla, Paris, Éditions Flammarion, 2019, 241 p.,  (ISBN 978-2-0814-7965-4).

## Prix
- 1977 : Prix Nadar Gens d’image pour son livre Les noires vallées du repentir[5]

## Expositions
Liste non exhaustive
- 1965 : Citroën, art graphique et publicité (exposition collective), séries de campagne de l’agence de Robert Delpire, Paris, Pavillon de Marsan, Palais du Louvre, Musée des Arts Décoratifs, du 27 octobre au 29 novembre 1965.
- 1972 : Images d'une France, Paris, Galerie Delpire, du 16 mai au 8 juillet 1972.
- 1973 : Au bonheur des rues (exposition collective), Paris, Galerie Delpire, du 19 octobre au 24 novembre 1973.
- 1977 : Les noires vallées du repentir, Paris, Fnac Rennes, 1977.
- 1978 : Images d'une France, Zurich, Galerie Nikon, du 13 mai au 6 juillet 1978.
- 1978 : Paysages, Paris, Galerie Le Nouvel Observateur / Delpire, du 25 mai au 24 juin 1978[6]
- 1980 : Quatre saisons, Paris, Galerie Le Nouvel Observateur / Delpire, du 16 octobre au 30 novembre 1980.
- 1984 : Aérographies (collection André Martin), Paris, Galerie Idéodis / Delpire, du 15 décembre 1983 au 4 février 1984.
- 1984 : Regards sur l’Art (exposition collective), Paris, Centre National de la Photographie, Palais de Tokyo, du 2 mars au 29 avril 1984.
- 1987 : Botanica (exposition collective), série Vie et mort d'un iris, Paris, Centre national de la photographie, Palais de Tokyo, du 10 décembre 1987 au 29 février 1988.
- 1989 : La Tour Eiffel, Paris, Centre national de la photographie, Palais de Tokyo, du 28 septembre au 20 novembre 1989.
- 1990 : Architectures en terre de Pierre Culot (séries), Paris, Palais de Tokyo, du 5 avril au 25 juin 1990.
- 1993 : Terroirs Versailles Botanica, Toronto, Galerie de l’Alliance Française, 1993.
- 1993 : Botanica (exposition collective), série Cucurbitacées, Tokyo, Musée Isetan, du 20 mai au 1er juin 1993.
- 2001 : Les noires vallées du repentir, Paris, Galerie Fait & Cause, du 25 janvier au 31 mars 2001.
- 2010 : Sens de la visite. Citroën, une saga publicitaire (exposition collective), Paris, Musée de la Publicité, Les Arts Décoratifs, du 20 septembre 2000 au 28 janvier 2001[7],[8].
- 2006 : La photographie publicitaire en France (exposition collective), Paris, Musée de la Publicité, Les Arts Décoratifs, du 8 novembre 2006 au 25 mars 2007.
- 2006 : Fragments d’une histoire naturelle, Paris, Galerie Libéral-Bruant, du 27 octobre au 25 novembre 2006.
- 2008 : Fragments d’une histoire naturelle, Galleria Carla Sozzani, Milan, juin-août 2008[9]
- 2010 : Tant qu’il y aura des feuilles, fragments d’une histoire naturelle, Robert Delpire, photos d’André Martin, Sarah Moon, Marc Riboud, Nicolas Bruant, Château de Chambord[10]
- 2013 : Robert Delpire, Tant qu’il y aura des feuilles, Herbiers, photos d’André Martin, Sarah Moon, Marc Riboud, Nicolas Bruant, Galerie Camera Obscura, Paris[11]

## Collection publique
- Centre Georges-Pompidou[12]